# Senhora dos Afogados
Senhora dos Afogados é uma peça de teatro escrita pelo jornalista e dramaturgo Nélson Rodrigues em 1947, com base na peça Electra Enlutada de Eugene O'Neill (1931), que por sua vez adapta a Orestíada de Ésquilo, trágico da antiga Grécia.

## Sinopse
Nesta obra, Moema, a filha mais velha do Misael e D. Eduarda, guardava um amor pelo pai e resolveu afogar suas irmãs mais novas, Clarinha e Dora, no mar para não dividir a atenção do seu pai com elas. A trama é cheia de mistérios e Moema consegue ser a única mulher na vida do seu pai, porém ele morre e ela fica só.